# Р-173
Р-173М ( «Абзац» )  — армійська, симплексна, УКХ ЧМ радіостанція III покоління . Ультракороткохвильова симплексна радіостанція Р-173М призначена для забезпечення двостороннього зв’язку між стаціонарними і рухомими об’єктами.

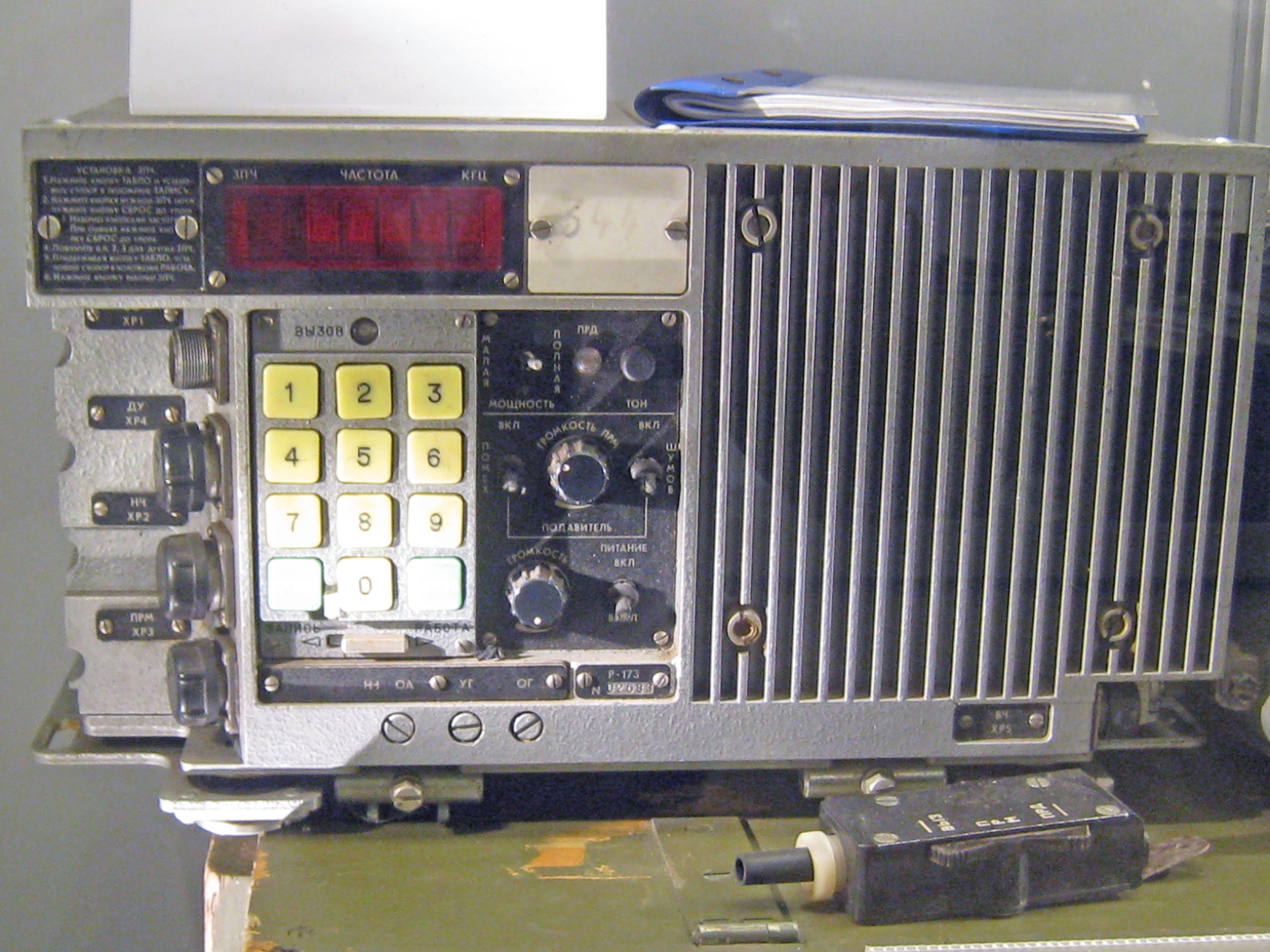
Зовнішній вигляд на передню панель.

Радіостанція зібрана за трансиверною схемою. 
Налаштування на частоту проводиться шляхом вибору 10 ЗПЧ (завчасно підготовлених частот). При перемиканні ЗПЧ відбувається автоматичне налаштування антенного узгоджувального пристрою.

## Режими роботи
Радіостанція має два режими: "робота" і "установка частоти ЗПЧ".

## Приймальний тракт
Приймальний тракт радіостанції зібраний за супергетеродинною схемою з подвійним перетворенням частоти. Основна селекція по сусідньому каналу здійснюється на 1ПЧ = 11,5 MHz за допомогою кварцового фільтра із смугою пропускання 18 KHz. 
Вхідні мережі радіостанції роздільні для піддіапазонів 30-40, 40-50, 50-60, 60-70, 70-76 MHz. Кожна вхідна мережа являє собою вхідний фільтр, що переналаштовується, і підсилювач ВЧ. 
Радіостанція має шумоподавлювач (по НЧ сигналу) і пригнічувач імпульсних перешкод.

## Передавач
Передавач виконаний за схемою прямого підсилення. Задаючий генератор (збудник) має схему синхронізації, яка встановлює його частоту рівній частоті прийому. Вихідний каскад  — двотактний на транзисторах 2Т950А. 

## Узгоджувальний антенний пристрій
Узгоджувальний антенний пристрій складається з керованого фільтра та узгоджувального контуру. Налаштування їх здійснюється автоматично з вимірювання вихідної напруги і КБХ . 

## Живлення
Для живлення різних ланцюгів радіостанції застосовується вбудований перетворювач напруги, на виході якого присутні наступні напруги:
+12, -12, +5, +9 +40 В. 
Радіостанція живиться від мережі постійного струму напругою 27 В.
Радіостанція може комплектуватися додатковим блоками живлення:
- - для живлення від мережі постійного струму 12 В;
- - для живлення від мережі змінного струму напругою 220 В.

Радіостанція зберігає свою працездатність при температурі навколишнього середовища від - 40°С до +50°С.
Перетворювач напруги розташований безпосередньо в корпусі радіостанції. 
НЧ вихід - симетричний двопровідний, розрахований на підключення головних телефонів або зовнішнього гучномовця з ПНЧ. 
Модуляційний вхід - симетричний двопровідний, розрахований на підключення мікрофонного підсилювача з вихідною напругою ~0,5 В.

## Функціональні можливості
Радіостанція Р-173М забезпечує
- 1) приймання/передавання мови в аналоговому та цифровому режимах;
- 2) роботу з переговорними засобами;
  - ларингафонною гарнітурою (режим ПУ);
  - прикінцевою апаратурою (режим ОА);
  - апаратурою внутрішнього зв’язку та комутації АВЗК1;
- 3) роботу з зовнішнім блоком – GPS
- 4) роботу з зовнішнім терміналом (персональним комп’ютером) через інтерфейс RS232;

В аналоговому режимі радіостанція Р-173М забезпечує
- передавання/приймання розмови з частотною модуляцією та даних з частотною маніпуляцією.

В цифровому режимі радіостанція Р-173М забезпечує
- 1) передавання/приймання файлів до 10 Мбайт (із підтвердженням про отримання) в режимі без пріоритету голосу:
  - а) на робочій частоті зі швидкістю 12,8 кБіт/с;
  - б) на заздалегідь підготовленій частоті (запасному каналі) з наступним поверненням на робочу частоту зі швидкістю 12,8 кБіт/с;
- 2) передавання/приймання файлів до 10 Мбайт (із підтвердженням про отримання) в режимі з пріоритетом голосу (C4I) на робочій частоті зі швидкістю 10 кБіт/с;
- 3) передавання/приймання адресного короткого повідомлення з підтвердженням про отримання;
- 4) передавання коротких повідомлень в циркулярному режимі з підтвердженням про отримання;
- 5) Робота із зовнішнім блоком GPS, що дає можливість:
  - а) визначення власних координат об’єкта;
  - б) запиту координат віддаленого об’єкта по індивідуальному номеру;
  - в) запиту координат віддалених об’єктів ( до 15 одиниць) в циркулярному режимі;
  - г) періодичного передавання власних координат.
- 6) встановлення параметрів радіостанції із ПК.

## Технічні характеристики радіостанції
- Діапазон частот, кГц 30 000-75999
- Крок сітки частот, кГц 1
- Потужність передавача, Вт, не менше 30
- Нестабільність частоти передавача, кГц 1,5
- Чутливість приймача в аналоговому режимі, мкВ

- при прийманні мови, не більше 1,0
- при прийманні сигналів частотної маніпуляції при коефіцієнті помилок 1х10, не більше 1,5
- Чутливість приймача в цифровому режимі, мкВ

- при прийманні мови, не більше 1,5
- при прийманні даних, не більше 2
- Час переходу з однієї частоти ЗПЧ на іншу, с 3
- Напруга живлення радіостанції, В,

- постійна напруга + 27 (22 - 29)
- Струм споживання радіостанції, А, не більше

- в режимі приймання 1,0
- в режимі передавання 9,0
- Габаритні розміри прийомопередавача, мм 428 х 222 х 239
- Маса основного комплекту радіостанції, кг 43

## Схожі вироби
- Возима багатоканальна радіостанція "Оріон" Р-173 з ППРЧ.